# JOSM
JOSM (Java OpenStreetMap Editor) là một phần mềm vẽ và chỉnh sửa dữ liệu bản đồ trên OpenStreetMap. Được lập trình bằng ngôn ngữ Java, do đó có thể chạy được trên nhiều hệ điều hành khác nhau. Đây là công cụ thông dụng nhất để chỉnh sửa dữ liệu của OpenStreetMap.
Phần mềm ban đầu được phát triển bởi Immanuel Scholz. Đến 2012, dự án được bảo trì bởi Dirk Stöcker.

## Các công cụ khác
- Potlatch (Adobe Flash)
- Merkaartor (C++, Qt)
- iD (JavaScript)